# Булиньё
Булиньё (фр. Bouligneux) — коммуна во Франции, находится в регионе Рона — Альпы. Департамент — Эн. Входит в состав кантона Виллар-ле-Домб. Округ коммуны — Бурк-ан-Брес.
Код INSEE коммуны — 01052.

## География
Коммуна расположена приблизительно в 380 км к юго-востоку от Парижа, в 32 км севернее Лиона, в 28 км к юго-западу от Бурк-ан-Бреса.
На юго-востоке коммуны протекает река Шаларон.

## Население
Население коммуны на 2010 год составляло 309 человек.
| 1962 | 1968 | 1975 | 1982 | 1990 | 1999 | 2010 |
| ---- | ---- | ---- | ---- | ---- | ---- | ---- |
| 240  | 208  | 172  | 247  | 274  | 290  | 309  |

## Администрация
| Период | Период | Фамилия       | Партия | Примечания |
| ------ | ------ | ------------- | ------ | ---------- |
| 2001   | 2008   | Эли Конте     |        |            |
| 2008   | 2014   | Сильвен Далар |        |            |
| 2014   | 2020   | Лоран Конте   |        |            |

## Экономика
В 2010 году среди 186 человек трудоспособного возраста (15—64 лет) 140 были экономически активными, 46 — неактивными (показатель активности — 75,3 %, в 1999 году было 69,8 %). Из 140 активных жителей работали 132 человека (71 мужчина и 61 женщина), безработных было 8 (4 мужчины и 4 женщины). Среди 46 неактивных 17 человек были учениками или студентами, 23 — пенсионерами, 6 были неактивными по другим причинам.

## Достопримечательности
- Церковь Сен-Марсель (XI век). Исторический памятник с 2008 года[3]
- Замок Булиньё[фр.] (XVII век). Исторический памятник с 1926 года[4]

## Фотогалерея

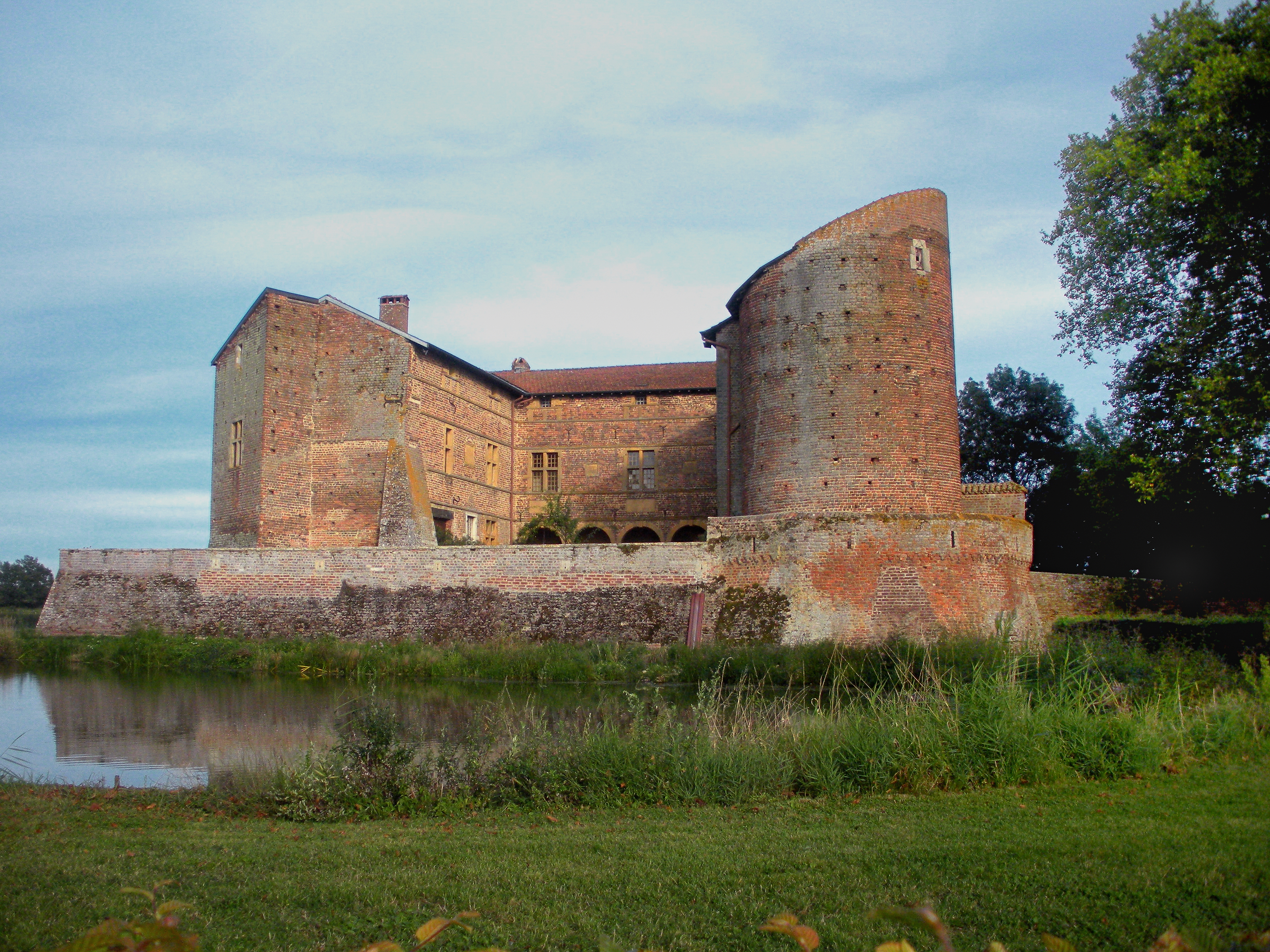
Замок Булиньё
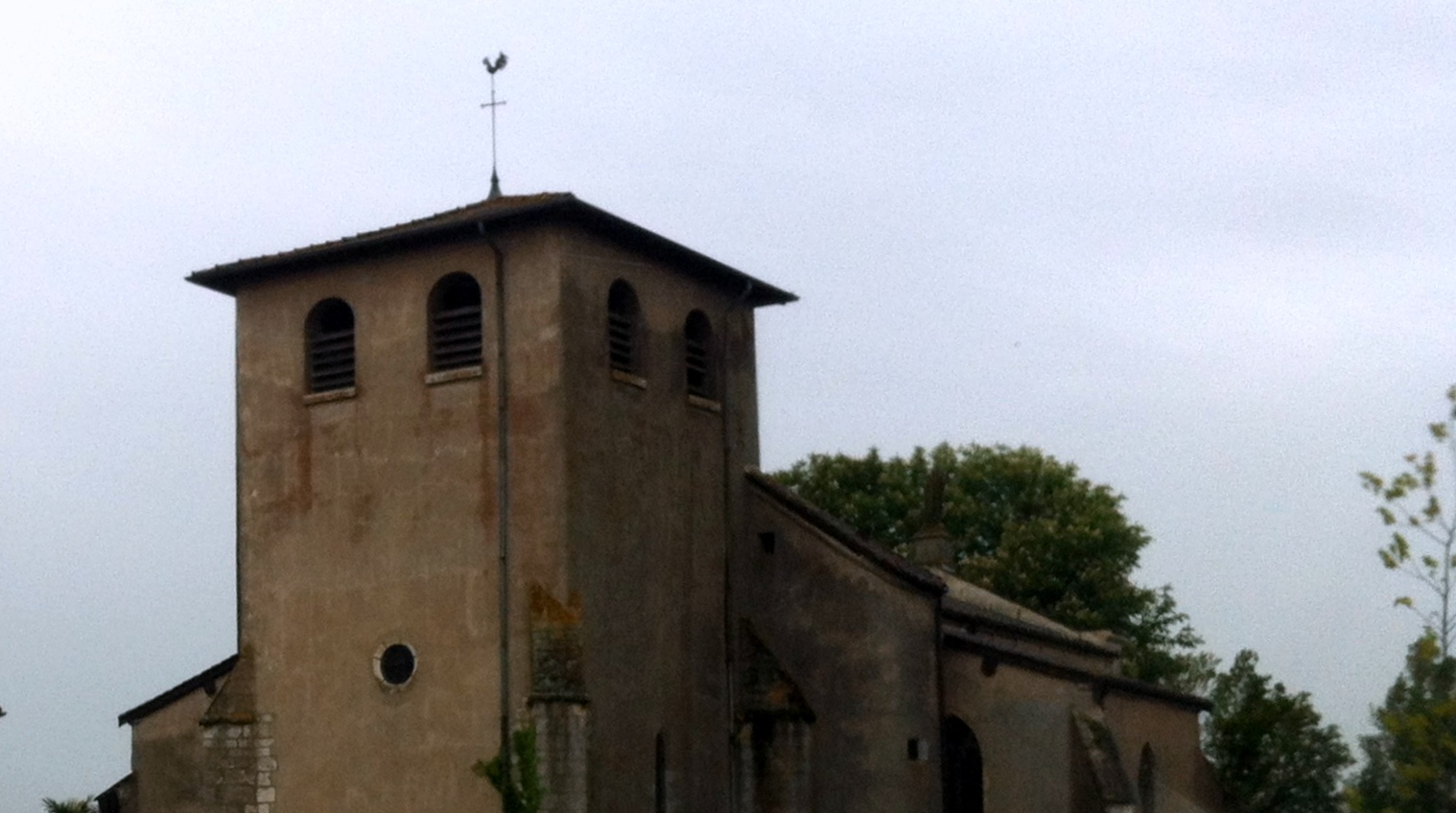
Церковь Сен-Марсель
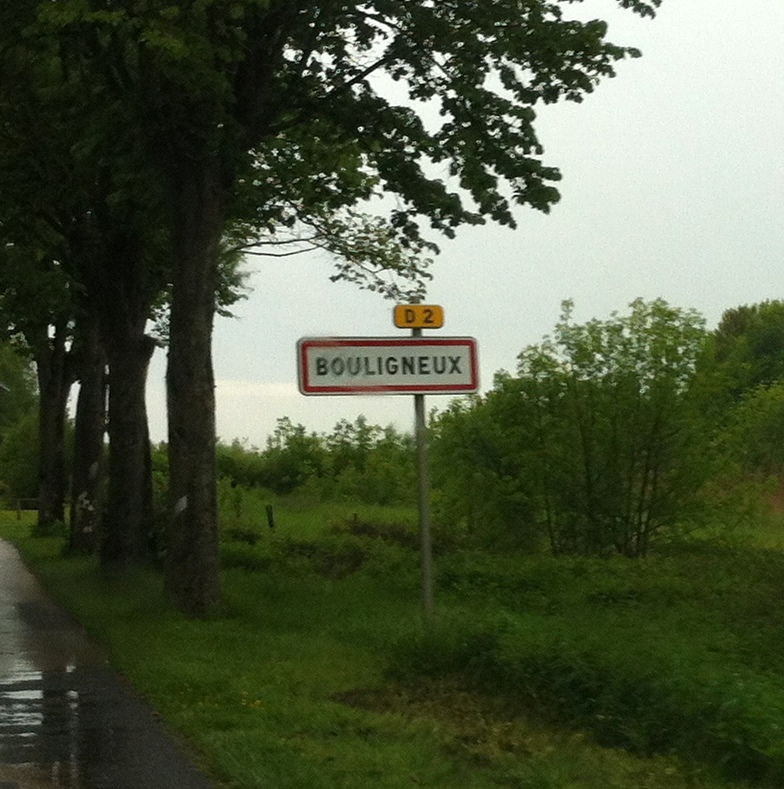
Знак на въезде в коммуну